# Claude de Toulongeon
Claude de Toulongeon, né au plus tard en 1432 et mort vers 1504, seigneur de Toulongeon et de La Bastie est un chef militaire franc-comtois (dit « bourguignon » à l'époque),.

## Biographie
Né au plus tard en 1432, il est le deuxième fils d'Antoine de Toulongeon, seigneur de Traves, maréchal et gouverneur de Bourgogne, et de Béatrice de Saint-Chéron,. Son frère jumeau est Tristan de Toulongeon (mort en 1475), seigneur de La Granvelle et de Soussy, gouverneur d'Auxerre, qui accompagna Claude dans de nombreuses entreprises.
Claude hérite des titres de seigneur de Toulongeon, de La Bastie, Touraise et Chatelier en Champagne, et a occupé la charge de chambellan de Philippe III le Bon. Il fut fait chevalier en 1453. L'année suivante, il fut l'un des seigneurs qui répétèrent le vœu du faisan (engagement consistant à aller délivrer Constantinople prise par les Turcs l'année précédente) après le duc-comte de Bourgogne,,.
Le cousin de Claude, Jean IV de Toulongeon, baron de Sennecey (décédé en 1462), le nomma tuteur de son fils unique Philibert. À ce titre, le seigneur de La Bastie poursuivit l'affaire judiciaire qui concernait l'héritage du neveu de son cousin avec la sœur du baron de Sennecey, Clauda de Toulongeon. Cette affaire déjà longue de plusieurs années continue encore après la mort des trois protagonistes.
En juillet 1468, Claude assiste au mariage de Charles le Téméraire avec Marguerite d'York, fille du roi Édouard IV, à Bruges. Il d'ailleurs constitué juge pour garder le pas en justice au tournoi célébré à l'arbre d'or, en l'honneur du mariage.
Selon Olivier de La Marche et Louis Gollut, Claude était un guerrier confirmé doté d'une réputation de Grand capitaine. Il est devenu particulièrement célèbre pour sa participation à la défense obstinée du comté de Bourgogne (Franche-Comté) contre les agresseurs français pendant la guerre de succession de Bourgogne. Lors de ce conflit, il prouve sa grande loyauté envers la maison de Valois-Bourgogne, alors que la défaite semble inévitable il continue à combattre, notamment lorsqu'il reprend le château de Montsaugeon aux Français en 1479 ,,.
En témoignage de sa confiance, Marie de Bourgogne le nomma au conseil du gouverneur de Franche-Comté, Jean IV de Chalon-Arlay, prince d'Orange. Il fut aussi un des premiers conseillers et chambellans de cette dernière.
En mai 1481, pour le récompenser de ses services, il fut fait chevalier de l'Ordre de la Toison d'Or, au chapitre de Bois-le-Duc,. En 1482, il eut également l'honneur d'être mentionné dans le traité d'Arras signé par le couple de Maximilien d'Autriche et Marie de Bourgogne avec le roi de France, Louis XI.
Après avoir été fait chevalier de l'ordre de la Toison d'Or, il fait réaliser un livre d'heures auprès du maître d'Édouard IV, enlumineur flamand.
Claude de Toulongeon décède entre 1502 et 1504. En l'absence d'héritier mâle, il désigna ses neveux Claude et Marc de Toulongeon comme ses successeurs.

## Famille
Il épouse en 1470, Guillemette de Vergy, dame de Bourbon-Lancy et Antigny, fille de Guillaume de Vergy, seigneur d'Arc-lès-Gray et Autrey, et Claude de Latremoille, dame de Bourbon-Lancy et Antigny,,.
Ensemble ils ont une fille, Jeanne de Toulongeon, épouse de René de Lamotte-Fouquet, baron de Saint-Suren[réf. nécessaire].